# Colonnellato
Il colonnellato è un titolo, carica, impiego o comando corrispondente al grado di colonnello. 
In altri tempi sino a Federico II e alla Rivoluzione francese veniva comprato presso i sovrani mediante il pagamento di una somma. Il sovrano rilasciava un brevetto di colonnello che portava con sé la proprietà di un reggimento.
Presso gli antichi eserciti piemontesi la voce colonnellato servì ad indicare l'unità affidata al comando di un colonnello con carattere prevalentemente territoriale. Infatti intorno al 1560 le milizie paesane di fanteria erano ripartite in quattro colonnellati, e più precisamente Ivrea, Asti, Piemonte, Nizza, comprendenti ognuno sei compagnie. 
Verso il 1567 i colonnellati erano otto comprendenti complessivamente 53 compagnie.
Il colonnellato cessò di esistere nel 1713, con la trasformazione delle milizie paesane in truppe di ordinanza: si ebbe così il reggimento.
La Repubblica di Genova creò quattro colonnellati nel 1646, comprendenti gli uomini scelti nei comuni di Bisagno, della Polcevera (dipartimento della Repubblica Ligure), Quarto e Sestri, divisi in compagnie, armati di moschetti e di picche.